# Centre des congrès de Québec
Pour les articles homonymes, voir Centre des congrès.
Le Centre des congrès de Québec est un centre de conférences situé à Québec, sur la colline parlementaire du Québec.

## Histoire
La Société du Centre des congrès de Québec est une société d’État créée 15 juin 1993 avec pour mandat de gérer, d’exploiter et de commercialiser le Centre des congrès de Québec.
En janvier 1994, les gouvernements du Québec et du Canada annonçaient un investissement de 81,3 M$ pour la construction d’un centre de congrès à Québec, en remplacement du Centre municipal des congrès de Québec construit en 1974. L’objectif : faire de la ville de Québec l’une des plus importantes destinations congrès en Amérique du Nord.

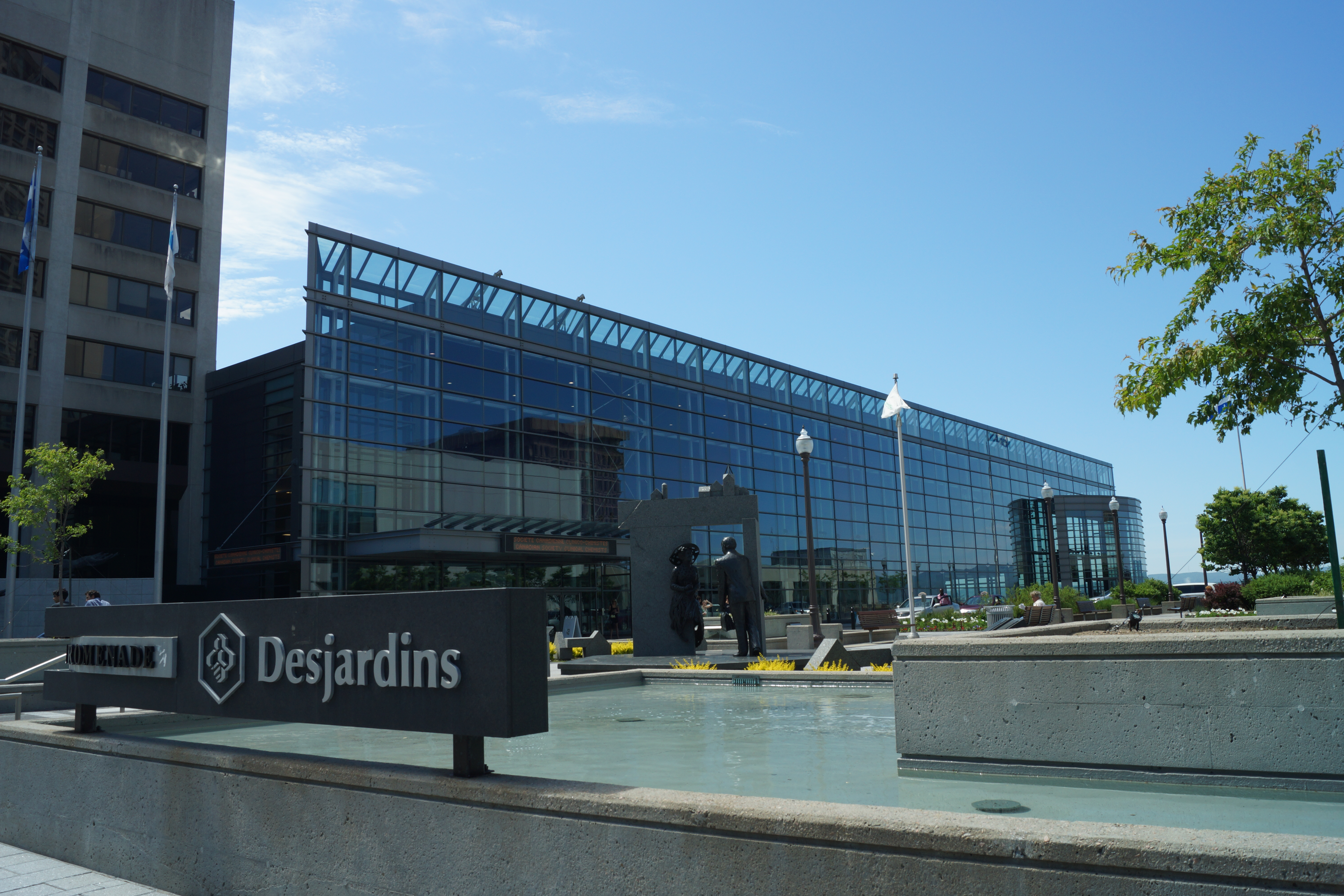

Depuis son inauguration le 26 août 1996, le Centre des congrès de Québec a accueilli à ce jour plus de 2 000 événements qui ont généré 2,5 millions de nuitées et des retombées économiques de 1,3 milliard de dollars dans la région de Québec. Aujourd’hui, en plus de générer d’importantes retombées économiques, sociales et intellectuelles pour le Québec, le Centre des congrès rayonne sur la scène internationale par l’excellence de son service à la clientèle et ses actions innovantes en matière de développement durable.[réf. souhaitée]
En 2006, le Centre des congrès de Québec obtient la première place comme étant le meilleur centre des congrès dans le monde par l'AIPC (Association Internationale des Palais des Congrès). Il avait auparavant été classé troisième en 2003.
Le 17 juin 2011, confiant dans les perspectives d’avenir en tourisme d’affaires, le gouvernement du Québec acceptait d’investir 36 M$ dans la réalisation d’un projet d’extension du Centre des congrès de Québec, un projet bénéfique pour le rayonnement de la Capitale-Nationale et du Québec tout entier. En plus de générer quelque 100 M$ en retombées économiques annuellement, l’agrandissement permettra au Centre de se positionner dans le peloton de tête des centres de congrès au Canada.

## Localisation
Situé dans le quadrilatère formé par les rues Saint-Joachim, Jean-Jacques-Bertrand, le boulevard René-Lévesque Est et l'avenue Honoré-Mercier, le Centre a son entrée principale au 1000, boulevard René-Lévesque Est, au cœur du centre-ville, là où les visiteurs sont accueillis.  Le Centre des congrès de Québec consacre à chaque événement en cours une entrée précise ; il en existe 3 au total.  Situé sur la colline parlementaire, il est relié par des tunnels souterrains au Parlement du Québec et à deux hôtels (Hilton et Delta).
Pour y accéder en transport en commun, le Réseau de transport de la Capitale dessert le Centre via les parcours d'autobus 800, 801 et 7. Par ailleurs, l'aéroport international Jean-Lesage est situé à 30 minutes en voiture et la gare du Palais à 10 minutes en voiture.
Le centre dispose également de deux débarcadères spécialement organisés pour faciliter le montage et le démontage d'expositions (ou autres activités nécessitant le transport de matériel).

## Services
Le Centre des congrès de Québec jouit d'une flexibilité importante quant à la configuration de ses salles et sa situation géographique un atout pour les congressistes.[non neutre]  Le centre fut le premier dans la région à offrir un réseau internet sans fil.

## Activités
Le Centre reçoit à chaque année le Salon international du livre de Québec.

### 2007
Du 3 au 10 août le Centre des congrès accueille les Championnats du monde de Scrabble francophone.

### 2008
Plus de 150 activités sont prévues au cours de l'année 2008 au Centre des congrès, notamment à l'occasion du 400e anniversaire de Québec.

## Distinctions
- Certification "OR" de l'AIPC Quality Standards Program en 2011
- Certification LEED-EB (Bâtiment existant) en 2011
- Prix 2006 du meilleur palais des congrès au monde, décerné par l'Association internationale des palais des congrès.
- Pris Stellaris 2004 en efficacité énergétique.
- Prix ÉcoGESte 2003 en gestion des bâtiments.